# La Chapelle-Lasson
La Chapelle-Lasson település Franciaországban, Marne megyében. Lakosainak száma 85 fő (2022. január 1.). La Chapelle-Lasson Gaye, Allemanche-Launay-et-Soyer, Marigny, Marsangis, Queudes, Thaas és Villeneuve-Saint-Vistre-et-Villevotte községekkel határos.

## Népesség
A település népességének változása:
| Lakosok száma | 162  | 136  | 103  | 88   | 85   | 85   | 85   | 87   | 86   | 85   |
|               | 1968 | 1982 | 1990 | 2006 | 2013 | 2015 | 2017 | 2019 | 2020 | 2022 |